# Orthonevra sonorensis
Orthonevra sonorensis är en tvåvingeart som först beskrevs av Sedman 1964.  Orthonevra sonorensis ingår i släktet glansblomflugor, och familjen blomflugor. Inga underarter finns listade i Catalogue of Life.